# Robert Fludd
Robert Fludd (včasih pisan kot Flud), znan tudi kot Robertus De Fluctibus, angleški zdravnik, astrolog, matematik, kozmolog, avtor in mistični filozof, * 17. januar 1574, Bearsted, Kent, Anglija, † 8. september 1637.
Znan  je bil po svojem okultnem nasprotovanju znanosti. Najbolj poznan je po svojih zbirkah o okultni filozofiji. Večkrat si je poglede na znanost in hermetične pristope do znanja izmenjal z Johannesom Keplerjem.
Bil je sin Sira Thomasa Fludda, ki je študiral na St John's Collegu v Oxfordu, preden je šel za šest let v Evropo. Ta je po vrnitvi v Oxford tudi diplomiral (1605) in se pridružil Visoki šoli zdravnikov (1609). Sčasoma je postal uspešen londonski zdravnik.
Večina Fluddovih spisov predstavlja vrhunec okultnega, drugačnega od znanstvenih tendenc 17. stoletja. Z izpeljevanjem idej iz različnih virov, kot so Stara zaveza, judovska Kabal, alkimija, astrologija, simpatična čarovnost in vedeževanje z dlani, ga je prvotno zanimala vzpostavitev paralelizma med človekom in svetom, ki ju je oba videl kot podobi Boga. Eksperimentalnih opazovanj je med Fluddovimi deli le malo, njihova splošna težnja pa nasprotuje naraščajočemu racionalizmu in znanstvenemu pristopu svojega časa. Po njegovem mnenju je vloga medicine razumeti delovanje in okvaro človeškega telesa s pomočjo sledi, na primer s paralelizmom med umom človeka in svetlobo Sonca. Posebne analogije, ki so jih odkrili v astrologiji in numerologiji, so bile uporabljene za zagotavljanje drugih zdravstvenih spoznanj. V svojem času je bil Fludd kritiziran za čarovnika, kritizirana pa so bila tudi njegova okultna prepričanja.

## Življenjepis

### Zgodnje življenje in študij
Rodil se je, 17. januarja 1574, v grofiji Kent, jugovzhodno od Londona, v Bearstedu. Njegov oče, Thomas Fludd, je bil znan vladni uradnik (tudi blagajnik kraljice Elizabete) in član parlamenta. Njegovi mami je bilo ime Elizabeth Andrews Fludd. Njegova družina je bila močno povezana s sodiščem. Kasneje je svojega očeta poimenoval tudi za lastnega pokrovitelja.
Leta 1591 se je vpisal na univerzo St John in leta 1597 diplomiral z univerzitetno diplomo, leto kasneje pa še magistriral. Univerza St John je bila ena redkih v Angliji, ki je študentom nudila štipendijo (medicina). William Huffman namiguje, da je štipendija za študente medicine vplivala na zanimanje Fludda za študij medicine. Med Fluddovim študijem na univerzi je bil zdravnik v domu Matthew Gwinne. Ta je že predhodno pisal razprave o tem, da je kljub uporabi humoralne medicine seznanjen z glavnimi metodami medicine po Paracelzusu. Fludd se je najverjetneje večkrat srečal z Gwinnom in njegovimi deli, kar je dodatno vplivalo na kasnejšo medicinsko filozofijo in prakso.

### Kariera
Po diplomi je med leti 1598 in 1604 študiral medicino, kemijo in hermeticizem na ozemlju Evrope. Njegova pot ni podrobno znana. Preživel je tudi zimo v Pirenejih z jezuiti in študiral teurologijo - prakso ritualov. Potoval pa je po vsej Španiji, Nemčiji in Italiji.
Ko se je leta 1604 vrnil v Anglijo, se je vpisal na Christ Church v Oxfordu. Na tej univerzi je hotel diplomirati iz medicine. Da bi mu to uspelo, je bil edini pogoj dokazati, da je prebral in razumel medicinska besedila (predvsem tista po Galenu in Hipokratu). 14. maja 1605 je oddal svojo prošnjo z zagovorom za 3 teze, predstavljene v medicinskih besedilih in že 2 dni kasneje postal doktor medicine in diplomirani kirurg.
Ko je diplomiral na Christ Churchu, se je Fludd preselil v London, kjer se je naselil na Fenchurch Street in se večkrat trudil vstopiti na Visoko šolo zdravnikov. Fludd je naletel na številne težave s svojimi kolegi zaradi številnih nasprotij. Fludd je preziral tradicionalne zdravniške organe. Tradicionalni zdravniški organi so bili vse zbrano znanje, spretnosti, praksa in medicinski vidiki, ki so temeljili na teorijah, prepričanjih in izkušnjah. Te teorije, izkušnje in prepričanja so se različno razvile za vsako kulturo in generacijo. Ti organi naj bi obstajali pred razvojem moderne medicine. Med drugim je sprejel stališča Paracelsusa. Na težave je naletel tudi zaradi svojega odnosa do oblasti, še posebej do starešin, kot je bil npr. Galen. Po najmanj šestih neuspelih poskusih je bil priznan septembra 1609. Postal je uspešen londonski zdravnik, ki je štirikrat (v letih 1618, 1627, 1633 in 1634) služil kot cenzor kolegija. Sodeloval je tudi pri inšpekciji londonskih apotekarjev in leta 1618 pomagal izdati farmakopejo Londinensis v katalogu standardiziranih farmacevtskih pripravkov, ki ga je predložila Londonska zdravniška šola. V kolegiju je postal tako uveljavljena oseba, da je bil v sedemnajstem stoletju vključen med kritike kolegija, kjer sta imela mesto tudi Nicholas Culpepper in Peter Coles.
Posledično sta se njegova kariera in njegov položaj na univerzi popolnoma spremenila. Bil je tudi v dobri zvezi z Williamom Harveyem in je bil tudi eden prvih, ki je podrl tiskanje Harveyeve teorije krvnega obtoka. V kolikšni meri je v resnici Fludd vplival na svojega kolega, se še vedno razpravlja, saj je odkritje Harveya težko razumljeno dosledno. Izraz "obtok" je bil takrat namreč zagotovo dvoumen.

## Misticizem

### Tristransko deljenje snovi
Veliko Fluddovega pisanja in njegova patologija bolezni se osredotoči na sočutje, ki se v naravi nahaja med človekom, zemljo in božanstvom. Napram izvoru vsega v naravi (Paracelsius) je Fluddova teorija o izvoru vseh stvari postavila, da so namesto načela Tria Prima vse vrste in stvari izhajale iz prvo temnega kaosa, nato iz tanke božanske svetlobe, ki je delovala na kaosu in končno »prinesla napram vodo«. Ta zadnji element se imenuje tudi Gospodov Duh. Sestavi pasivno snov vseh drugih snovi, vključno z vsemi sekundarnimi elementi in štirimi lastnostmi starih. Poleg tega Fluddova tridimenzijska teorija zaključi, da Paracelsusovo lastno pojmovanje o treh primarnih načelih - žveplo, sol in živo srebro - izhaja iz kaosa in svetlobe. Ti sodelujejo, da bi ustvarili razlike v Duhu.
Trinitarna delitev je pomembna, saj odraža mistični okvir za nadaljnji razvoj biologije. Fludd se je močno zanašal na Sveto pismo; v Svetem pismu predstavlja namreč številka tri principium formarum oz. prvotni obrazec. Poleg tega je tri tudi številka Svete Trojice. Tako oblikuje popolno telo, ki je vzporedno s Sveto trojico. To omogoči, da sta se človek in zemlja približala neskončnosti Boga in ustvarila univerzalnost v sočutju in sestavi med vsemi stvarmi.

### Razmerje med makrokozmosom in mikrokozmosom
Fluddova uporaba njegovega »mističnega nagnjenenja« tristranske teorije pri njegovi filozofiji, medicini in znanosti, je bila najbolje ponazorjena s pojmovanjem razmerja med makrokozmosom in mikrokozmosom. Po tej teoriji je bila Božanska svetloba "aktivna snov", ki je bila odgovorna za ustvarjanje. To je povzročilo razvoj sveta in sonca. Fludd je ob branju iz Psalma št. 19 zaključil, da je bil Gospodov Duh dobesedno zaprt v soncu. Tako je bil Gospodov Duh postavljen v središče Fluddovega modela makrokozma. Kar je bilo Sonce Zemlji, je bilo tudi srce človeštvu. Sonce je prineslo Duha na Zemljo skozi svoje žarke. Ti so krožili po Zemlji in okoli nje in ji dajali življenje. Podobno je človeška kri prenašala Gospodovega Duha in krožila po človeškem telesu. Tako je bila uporaba razumevanja in vzporednic zagotovljena vsem božjim stvaritvam (po Fluddovi tristranski teoriji snovi).
Kri je bila ključna za Fluddovo zasnovo odnosa med mikrokozmosom in makrokozmosom; kri in Duh, ki ga je ta prenašala, sta se neposredno povezali z Duhom, ki se je prenašal po makrokozmosu. Na makrokozmoški duh (ki ga nosi Sonce) vplivaljo astralna (nebesna) telesa oz. ozvezdja in planeti. Pod tem vplivom se ta spremeni v kompozicijo, zaradi česar bi se neki astralni vplivi na makrokozmoski Duh lahko preselili na mikrokozmoški Duh zaradi njune medsebojne povezanosti. Fludd je to interakcijo vključil v svojo zasnovo o razlagi bolezni. Transport med makrokozmosom in mikrokozmosom bi se lahko izneveril. Lahko bi napadel mikrokozmos, kar bi se izrazilo kot bolezen. Tako kot Paracelsus si je tudi Fludd bolezen razlagal kot nekakšnega zunanjega napadalca in ne kot neko zapleteno neravnotežje.

## Kontroverzna dela
Fluddova dela so na splošno dokaj sporna. Zagovarjal je Rosikruciance proti Andreasu Libaviusu. Veliko je razpravljal tudi s Keplerjem. Nasprotoval je francoskim naravnim filozofom, vključno z Gassendijem. Vključeval se je tudi v razpravo o orožju.

### Zagovor Rosikrucianizma
Fludd ni bil član Rosikrucianov, kot so to pogosto trdili. Zagovarjal je svoje misli, izražene v številnih manifestih in brošurah. Izdelal je hitro delo: Apologia Compendiaria. V njem je nasprotoval mnenju Libaviusa (Analiza spoznavanja Rosy Crossa, 1615), ki je trdil, da se Rosikrucianci v jezi predajajo diabolični čarovniji ter uničevanju. Naslednje leto se je Fludd vrnil k obsežnješem delu:
Apologia Compendiaria, Fraternitatem de Rosea Cruce sumicionis ... maculis aspersam, veritatis quasi Fluctibus abluens, & c., Leyden, 1616. proti Libaviusu.
Tractatus Apologeticus integritatem Societatis de Rosea Cruce brani, & c., Leyden, 1617.
Tractatus Theologo-philosophicus, & c., Oppenheim, 1617. Ta datum je podan v kronogramu. Razprava "Rudolfo Otreb Britanno" (kjer je Rudolf Otreb anagram Roberta Fludda) je posvečena Rosikrucianskemu bratstvu. Sestavljena je iz treh knjig: De Vita, De Morte in De Resurrectione. V tretji knjigi Fludd trdi, da se lahko tisti, ki so napolnjeni s Kristusovim duhom, zveličajo pred Njegovim drugim prihodom.
Dvomljivo je bilo, da je katerakoli formalna organizacija, ki je prepoznana kot " Bratje rožnega križa " (Rosikruciani), sploh obstajala v kakršnikoli obliki. Teološke in filozofske trditve, ki krožijo pod tem imenom, se kažejo na bolj intelektualen način, ki je prišel v Evropo v času bratovščini nasprotujoče reformacije. Tedanji misleci so trdili, da so del skrivnega kulta, akademiki alkimije, okultne in hermetične mističnosti, ker so s tem le iskali dodatni ugled. Z njim so lahko podprli svoja stališča in zahtevali izključno spoštovanje neke revolucionarne vseevropske tajne družbe. Zaradi takšnega razišljanja nekateri domnevajo, da sama družba nikoli ni obstajala.
Med letoma 1607 in 1616 sta bila objavljena dva anonimna Rosikrucianska manifesta - Fama Fraternitatis in Confessio Fraternitatis. Prvi je bil objavljen v Nemčiji in nastal pod vplivom del filozofa Heinricha Khunratha. Pozitivno se je skliceval na vlogo, ki jo je odigral Illuminati. Manifest je prikazal pretrgano proizvedeno zgodovino iz arhaičnih skrivnosti Bližnjega vzhoda, s sklicevanjem na Kabalo (z mistiko prežeta ezoterična smer oz. z okultno razlago prežet judovski filozofski in verski nauk) in perzijski magi (magi - edino zabeleženo imenovanje duhovnikov vseh zahodnih Irancev v času medianskih, ahemenidovih, partskih in sasanovskih obdobij).
Drugi manifest je imel izrazit protikatoliški pogled, ki je bil v času protireformacije zelo popularen. Ta manifesta sta bila velikokrat ponovno izdana. Oba so tudi podpirale številne brošure anonimnih avtorjev (okoli 400 rokopisov in knjig). Vrh Rosikrucovskega navdušenja se odvije leta 1622, in sicer s pojavom skrivnostnih posterjev po Parizu. Poleg tega so na vrh vplivali tudi okultni filozofi, kot so bili Michael Maier, Robert Fludd in Thomas Vaughan. Drugi intelektualci in avtorji so kasneje razkrili, da so se z objavo Rosikrucovih del hoteli le posmehovati pogledu tega gibanja. Navdušenje je izginilo in Rosikrucianci so izginili iz javnega življenja vse do leta 1710, ko se je zdelo, da je tajni kult ponovno oživel kot formalna organizacija.
Rosikrucijska književnost je postala »peskovnik« teozofov in šarlatanov, ki so trdili, da so povezani s skrivnostnim Bratstvom. Robert Fludd je vodil bitko. Nekateri menijo, da je bil »veliki angleški mistični filozof sedemnajstega stoletja, človek izjemnega spoznavanja, vzvišenega duha in, po njegovih besedah, izjemne osebne svetosti«. Prav tako je bilo rečeno, da je Fludd naredil stvari, da bi osvobodil okultizem, tako iz tradicionalne filozofije Aristotla kot tudi iz prihajajoče (kartezijske) filozofije svojega časa.

### Proti Keplerju
Leta 1619 je Kepler objavil svoj magnum opus Harmonice mundi (Harmonija sveta) in v dodatku napadel Fludda in njegove teorije, ki jih je zavračal kot absurd. Keplerjev lasten svetovni sistem, ki ga je v svoji knjigi podrobno predstavil, je bil povsem matematičen in logičen, podobno kakor Fluddov svet, katerega red temelji na teoriji pitagorejske harmonije.
Fludd, ki je bil verjetno zadovoljen z dobljeno pozornostjo enega vodilnih matematičnih astronomov v Evropi, se je odzval z brošuro, ki je odkrito napadala Keplerja. Keplerja je obtožil skrajne ignorance, oklical ga je namreč za vulgarnega (primitivnega) matematika. Misli, da se matematični opis narave (ki ga je razširil Kepler) in njegova iluzija dotikajo samo zunanjih pojavov stvari in ne razkrivajo njihovih resničnih esenc. Nadalje je trdil, da lahko le kemijska filozofija, katere je seveda on sam praktikant, razkriva resnično podobo sveta. Kepler, ki nikoli ni pobegnil od intelektualnega udarca, se odzove s svojo lastno brošuro, ki je seveda izzvala še eno salvo iz Fludda. Na tej točki Kepler razglasi utrujenost celotne zadeve in spor se razblini.

### Proti naravnim filozofom
Po mnenju Francesca Giorgija je bil Fludd dobro seznanjen s tradicijo. Leta 1623 ga v svojem delu Quæstiones Celebres in Genesim napade Marin Mersenne. Leta 1629 Fludd odgovori Mersennu v delu Sophiæ cum Moria Certamen. Nato leta 1629 pod imenom Joachim Frizius nadaljuje odgovor proti obtožbam Mersenna glede uporabe magije.
Nato se konfliktu pridruži Pierre Gassendi, in sicer po prošnji Mersenna. Gassendi napade Fluddov neo-platonski položaj. Zavrača namreč sinkretično potezo, ki jo postavlja alkemija, zavrača pa tudi krščansko religijo na isti podlagi. Poleg tega pa zavrača Fluddovo biblijsko eksegezo.
Fludd tudi nasprotuje delu Patricka Scota, ki je kot Mersenne menil, da so trditve hermetične alkimije sporne. Fludd je branil alkimijo proti njegovim kritikam.

### Polemika o orožnem balzamu
Orožni balsam je bilo mazilo, ki naj bi ozdravilo rano. Mazilo se je nanašalo na orožje, ki je rano naredilo. Vsebovalo je pacientovo kri in človeško mast, pri čemer je bila rana zavita v mokro gazo. To doktrino so podprli Wilhelm Fabry, Robert Fludd in Jan Baptist va Helmont, ki so pripisovali zdravilo živalskemu magnetizmu. Duhovniki so trdili, da je zdravilo produkt magije in hudiča. Njihov pogled postavi William Foster v Hoplocrisma Spongus ali Goba za izbrisanje orožnega balzama (1631). Fludd Fosterju leta 1632 odgovori v delu Teh Squeesing of Parson Fosters Sponge.

## Kozmologija
Fluddova filozofija je predstavljena v Utriusque Cosmi, Maioris scilicet et Minoris, metaphysica, physica, atque technica Historia (metafizična, fizična in tehnična zgodovina obeh svetov, in sicer večja in manjša, objavljena v Nemčiji med letoma 1617 in 1621). Po Francesu Yatesu se njegov spominski sistem (ki jo podrobno opisuje v The Art of Memory, str. 321-341) lahko odraža postavitev Shakespearovega gledališča.
Leta 1618 je Fludd napisal De Musica Mundana (Mundane Music), ki je opisal svoje teorije o glasbi, vključno z njegovim svetovnim (znan tudi kot "božanski" ali "nebesni") monochordom.
Leta 1630 je Fludd predlagal številne naprave za stalno vožnjo. Ljudje so poskušali patentirati različice Fluddovega stroja v 1870-ih. Fluddov stroj je deloval z recirkulacijo s pomočjo vodnega kolesa in Archimedovega vijaka. Naprava naj bi vodo prečrpavala nazaj v svojo posodo.

## Glavna dela
Nobeno od del Roberta Fludda ni prevedeno v slovenščino.
- Utriusque Cosmi ... metaphysica, physica atque technica Historia, & c., Oppenheim in Frankfort, 1617-24. (Ima dva posvetila, najprej božjemu bitju, nato pa Janezu I in bakrenim ploščam. Bila naj bi dva zvezka, prvi z dvema razpravama, druga s tremi, dokončana je bila do prvega odseka druge razprave drugega dela.)

- Filozofija Sacra et vere Christiana, & c., Frankfort, 1626; posvečeno Johnu Williamsu.

- Medicina Catholica, & c., Frankfort, 1629-31, v petih delih; načrt je vključeval drugi volumen, ki ni bil objavljen.

### Posthumne izdaje
- Filozofija Moysaica, & c., Gouda, 1638; izdaja v angleščini, Mosaicall Philosophy, & c., London, 1659.
- Religio Exculpata, & c. Ratisbon, 1684 (Autore Alitophilo Religionis fluctibus dudum immerso, tandem ... emerso, predgovor podpisan J. N. J .; dodeljen Fludd).

- Tractatus de Geomantia, & c. (štiri knjige), vključene v Fasciculus Geomanticus, & c., Verona, 1687.

- Neobjavljeni rokopis, ki ga je kopiral amanuensis in je bil voden Declaratio breuis, & c., Je v kraljevskih rokopisih, v Britanski knjižnici, 12 C. ii. Fluddova opera (lat. dela) je sestavljena iz njegovih listov, ki niso bili ponatisnjeni, ampak so bili zbrani in urejeni v šest zvezkov leta 1638; Dodano je Clavis Philosophiæ et Alchimiæ Fluddanæ, Frankfort, 1633

## Sprejetje
William T. Walker, ki je pregledal dve knjigi o Fluddu v reviji šestnajstega stoletja (Joscelyn Godwin in William Huffman), piše, da se je Fludd opiral na Biblijo, Cabbalo in tradicije alkemije in astrologije. Veliko njegovih sodobnikov označuje Fludda za čarovnika in ga obsodi zaradi njegovega sočutja za okultno. Citira Godwinovo knjigo kot trditev, da je Fludd del tradicije krščanske ezoterike, ki vključuje Origen in Meister Eckhart. Fluddovo zagovarjanje intelektualne filozofije v upadu je veliko pripomoglo k njegovemu splošnemu zanemarjanju.